# Menkare
Menkare was een farao van de 7e dynastie van de Egyptische oudheid. Zijn naam betekent: "Schitterend is de Ka van Re".

## Biografie
Van deze koning is zeer weinig bekend. Hij wordt verward met Nitokris of met Wadjkare van de latere dynastie. Zijn naam komt voor in de koningslijst van Seti I in de tempel van Abydos. Verder is er nog een rolzegel gevonden met zijn naam en zijn opvolger.

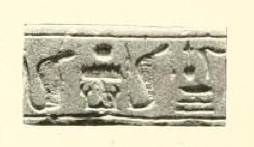
Rolzegel van Menkare